# Alavité (sekta)

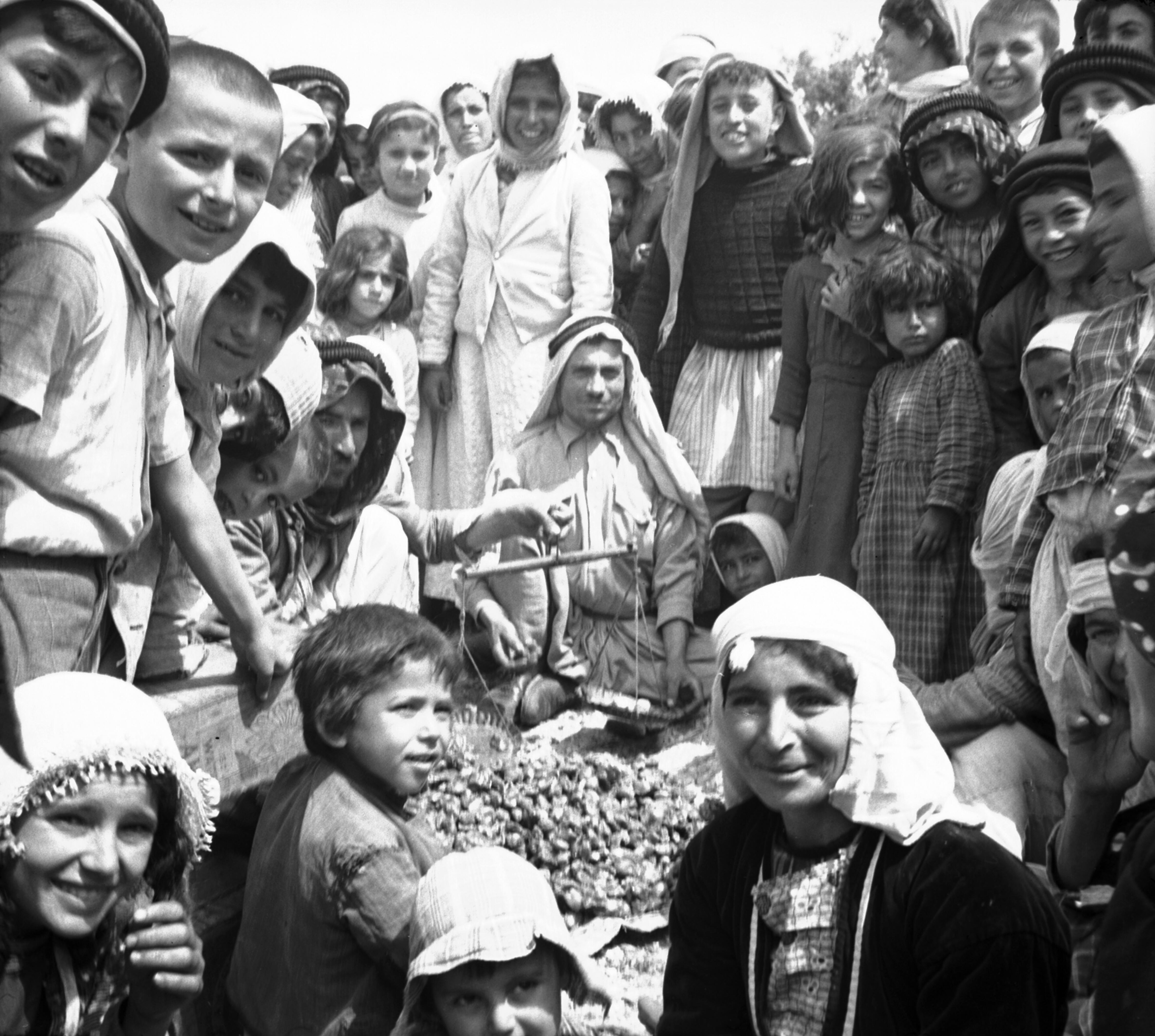
Alavité na oslavě v syrském Baníjásu během druhé světové války

Alavité (arabsky العلويون‎, odvozeno od jména Alího, čtvrtého voleného chalífy) jsou náboženská skupina hlásící se k učení a myšlenkám zoroastrismu, judaismu, křesťanství a islámu.
Alavité se nemodlí jako muslimové, ani nemají mešity, nepostí se během ramadánu, pijí alkohol, jejich ženy nemusí nosit hidžáb a mají větší svobodu než ženy muslimské.
Žijí především v Sýrii, Turecku a Libanonu. V Sýrii jsou největší náboženskou skupinou po sunnitských muslimech. V roce 2010 žilo v Sýrii přibližně 3,5 milionu alavitů, v důsledku války však není k dispozici žádný přesnější současný údaj.

## Hlavní myšlenky alavitů

### Reinkarnace
Alavité věří, že když člověk zemře, jeho duše se znovu vrátí na zem k novému životu. Na tom, jaký člověk byl v minulém životě, závisí jeho nový život. Dobří lidé se narodí v dobrém stavu, hezcí a šťastní. Naopak zlí lidé se narodí ve špatném stavu; je také možné, že se narodí jako zvíře. Proto člověk musí být dobrý, aby jeho příští život byl lepší, než ten současný.

### Učení
Člověk nemůže věřit něčemu, co dobře nezná, proto jsou znalosti základem alavitské víry. Věřící musí vědět, kdo je Bůh a co žádá od lidí. Zarathuštra, Aristotelés, Mojžíš, Ježíš a Mohamed jsou podle alavitismu tatáž (stejná) osoba, která chtěla učit lidi a předat jim učení od Boha.

### Vztah k islámu
Sunnitští učenci hlásící se k tradicionalistickému výkladu islámu (athari) zaujímali k alavitům různá stanoviska. Syrský historik Ibn Kathir (1300–1373) charakterizoval alavity jako nevěřící (polyteisty). Ibn Tajmíja (1263–1328) napsal, že alavité nejsou muslimové a je nutno je zabíjet. Šíitský učenec Šajch Tusi (995–1067) odmítal alavity jako příslušníky šíitského islámu.

## Dějiny alavitů

### Původ
Původ alavitů není jasný. Podle lidové tradice byl zakladatelem alavitismu Ibn Nusajr. V roce 868 prohlásil, že přijal tajná učení od posledního imáma. Během 19. a 20. století se někteří západní vzdělanci domnívali, že alavité pocházejí z národů starověkého Středního východu, jako byli Aramejci, Kananejci, Chetité a Mardajci.
Sekta alavitů vznikla za dynastie Hamdánovců v Aleppu v roce 969. V roce 1032 se al-Tabarání,vnuk a žák al-Chaṣíbího (jednoho ze zakladatelů alavitismu), přestěhoval do Latákie (v té době ovládané Byzantskou říší). Al-Tabarání ovlivnil alavitskou víru svými spisy a tím, že ji rozšířil mezi venkovské obyvatelstvo syrského pobřežního pohoří.

### Osmanská říše
Osmanská říše utlačovala alavity, pokoušela se je přivést k sunnitskému islámu. Alavité při několika příležitostech povstali proti Osmanům a ve svých horách se bránili šest set let.
Během vlády Selima I. v Osmanské říši alavité znovu zažili velké pronásledování, zejména v Aleppu, kde došlo dne 24. dubna 1517 k masakru, známému jako masakr Telal (arabsky: مجزرة التلل), po němž mrtvoly tisíců obětí údajně vytvořily u hradu tell (česky pahorek). Hrůzy masakru, které způsobily přesídlení pozůstalých do pobřežní oblasti, jsou dokumentovány v Národní a univerzitní knihovně ve Štrasburku. Původní rukopis je dopisem osmanského velitele sultánu Selimovi I.
K dalšímu útoku na tuto náboženskou skupinu došlo mezi lety 1809 a 1813. Mustafa Agha Barbar, guvernér Tripolisu, napadl alavity „se značnou divokostí“.

### Francouzský mandát Sýrie
Když Francouzi obsadili Sýrii v roce 1920, byl na pobřežním a horském území, zahrnujícím většinu alavitských vesnic, vytvořen alavitský stát. Francouzi to odůvodnili tím, že poukazovali na rozdíly mezi „zaostalými“ horaly a tradičními sunnity. Rozdělení také mělo chránit alavitský lid před silnějšími společenstvími, např. sunnity.
V té době žili alavité v bezpečí, opět mohli po dlouhém zákazu navštěvovat města (zákaz trval během nadvlády Osmanské říše), cestovali do Latinské Ameriky za prací, začali navštěvovat školy, vzdělávat se. Jeden z nich se dokonce v roce 1970 stal syrským prezidentem.

### Syrská nezávislost
Po vyhlášení nezávislosti v roce 1946 zažila Sýrie mnoho vojenských převratů a vzestup strany Baas. V roce 1958 se Sýrie a Egypt na tři roky spojily coby Sjednocená arabská republika. V roce 1970 generál letectva Háfiz al-Asad, který byl alavita, převzal moc a zahájil ve straně Baas „nápravné hnutí“.
Háfiz al-Asad se prohlásil za prezidenta Sýrie, což bylo postavení, které ústava v té době povolovala pouze sunnitským muslimům. V roce 1973 byla přijata nová ústava, která nahradila islám jako státní náboženství ustanovením, že prezidentovým náboženstvím je islám. V roce 1974, aby splnil tento ústavní požadavek, Musa as-Sadr (vůdce libanonských šíitů a zakladatel hnutí Amal, které se neúspěšně pokoušelo sjednotit libanonské alavity a šíity pod Nejvyšší islámskou šíitskou radou) vydal fatwu, že alavité jsou komunitou dvanáctníků, a tedy muslimové.
Za autoritářské sekulární Asadovy vlády byly náboženské menšiny tolerovány více než dříve, nikoli však političtí disidenti. Asad jako diktátor vedl Sýrii až do své smrti v roce 2000. Po něm nastoupil jeho syn Bašár.

### Syrská občanská válka
Během syrské občanské války trpěli alavité v důsledku své podpory Asadovy vlády proti převážně sunnitské opozici, přičemž až třetina mladých alavitských mužů zahynula v trvajícím sektářském konfliktu. Mnoho alavitů se obává, že by porážka vlády vedla k ohrožení existence jejich komunity. V květnu 2013 Syrská observatoř pro lidská práva (SOHR) uvedla, že z 94 000 zabitých během války bylo nejméně 41 000 alavitů. V dubnu 2017 tvrdil zdroj blízký opozici, že zahynulo 150 000 mladých alavitů. Po pádu režimu prezidenta Bašára Asada se ocitla řada menšin v Sýrii v napětí a obavách o svou budoucnost a v prvních měsících roku 2025 je v některých oblastech Sýrie hlášeno vraždění civilistů z řad alavitské menšiny.

## Galerie

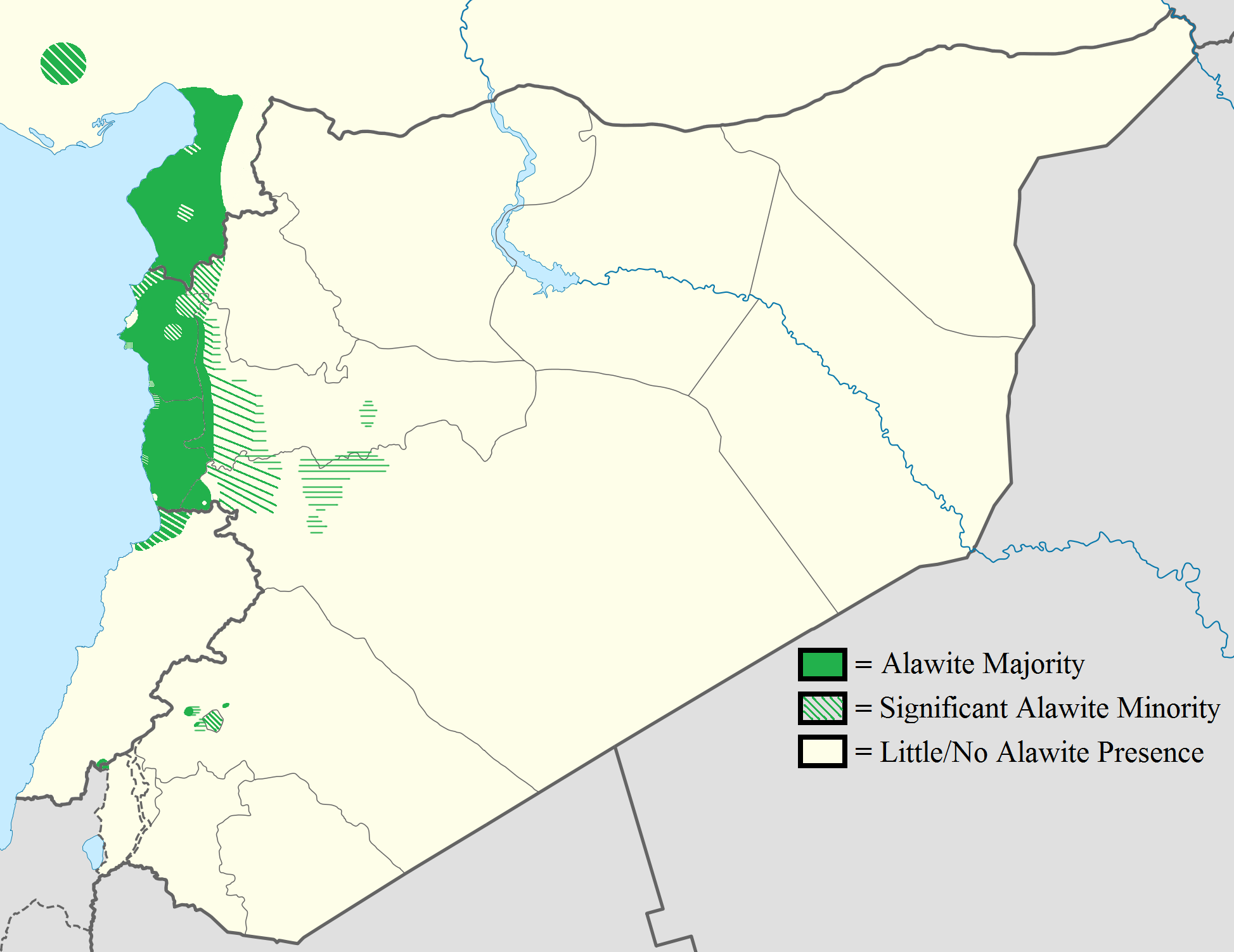
Rozšíření alavitů v Levantě
Mapa zobrazující státy ve francouzském mandátu, roky 1921–22 (Alavitský stát vyznačen fialově)
Zástava Alavitského státu (1920–1936)
Stylizované zobrazení zulfikáru, meče Alího – významného symbolu pro alavity